# HOMO/LUMO

Molekula HOMO és LUMO diagramja. Minden kör egy elektront jelöl a molekulapályán, ha a HOMO-n lévő elektron kellően nagy frekvenciájú fényt nyel el, akkor a LUMO-ra ugrik

A CO_{2} legmagasabb energiájú betöltött molekulapályájának 3D modellje

A CO_{2} legalacsonyabb energiájú betöltetlen molekulapályájának 3D modellje

A kémiában a HOMO és LUMO a molekulapályák egy bizonyos fajtáját jelölik, jelentésük rendre a legnagyobb energiájú betöltött molekulapálya (highest occupied molecular orbital), illetve a legkisebb energiájú be nem töltött molekulapálya (lowest unoccupied molecular orbital), a két betűszó az angol elnevezés kezdőbetűiből ered.

## HOMO–LUMO távolság
A HOMO és LUMO közötti energiakülönbséget HOMO–LUMO távolságnak is nevezik (HOMO–LUMO gap). A határmolekulapálya-elméletben a HOMO-t és LUMO-t néha határ-molekulapályának (FMO, Frontier Molecular Orbital) is szokták nevezni. E két határpálya közötti energiakülönbség felhasználható arra, hogy megjósolják belőle az átmenetifémek komplexeinek kötéserősségét és stabilitását, valamint oldatbeli színüket.

## Félvezetők
A szerves félvezetőkben a HOMO energiaszint nagyjából megfeleltethető annak, mint a szervetlen félvezetők és kvantumpontok esetén a vegyértéksáv teteje. Hasonló analógia tehető a LUMO szint és a vezetési sáv alja között is.

## Fémorganikus kémia
A fémorganikus kémiában a LUMO lebenyének mérete segít megjósolni, hogy hol következik be pí ligandumokra történő addíció.

## SOMO
A SOMO az egyszeresen betöltött molekulapálya (Singly Occupied Molecular Orbital) rövidítése, ilyen például a gyökökben a félig betöltött HOMO. A rövidítés jelentheti a félig betöltött molekulapályát (semi occupied molecular orbital) is.

## Fordítás
- Ez a szócikk részben vagy egészben  a   HOMO/LUMO című angol Wikipédia-szócikk ezen változatának fordításán alapul.  Az eredeti cikk szerkesztőit annak laptörténete sorolja fel. Ez a jelzés csupán a megfogalmazás eredetét és a szerzői jogokat jelzi, nem szolgál a cikkben szereplő információk forrásmegjelöléseként.